# Józef Rychter

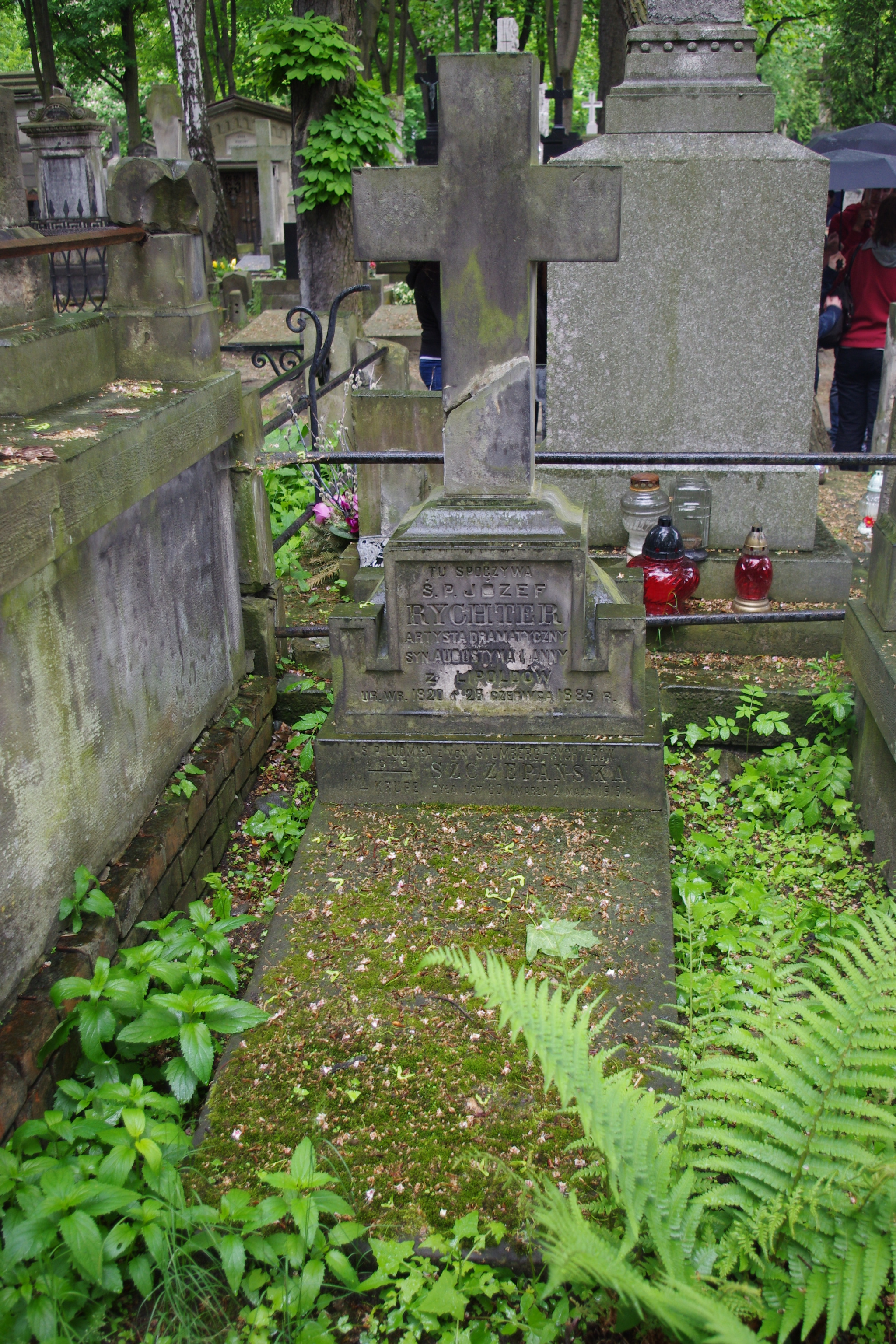
Grób aktora Józefa Rychtera na Starych Powązkach w Warszawie

Józef Rychter (ur. 9 września 1820 w Kraśniku, zm. 25 czerwca 1885 w Warszawie) – polski aktor, reżyser, dyrektor teatru.
Syn aptekarza. Debiutował 18 października 1838 w Lublinie w zespole T.A. Chełchowskiego w roli Zbójcy (Robert Diabeł E. Raupacha). W końcu 1840 osiadł w Krakowie, gdzie grał przez cztery sezony i gdzie ożenił się (w 1841) z aktorką Agnieszką Markowską. W 1845 przeniósł się do Warszawy, gdzie pracował do 1869 jako aktor i reżyser. Wykładał też w Szkole Dramatycznej. Występował także w teatrach Kalisza, Kielc, Poznania, Lwowa, Łodzi, Tarnowa, Petersburga.
„...jako aktor charakterystyczny Rychter wybił się na jedno z pierwszych miejsc w teatrze polskim swojego pokolenia. Fundamentem jego sławy były trzy role w komediach A. Fredry: Cześnik (Zemsta), Jowialski (Pan Jowialski), Radost (Śluby panieńskie). Najważniejsza była rola Cześnika, ważne ogniwo w tradycji fredrowskiej. Rychter wzorował ją na premierowej kreacji J. N. Nowakowskiego”.
Skłócony ze środowiskiem zmarł w zupełnym osamotnieniu. Pochowany na cmentarzu Powązkowskim (kwatera 13-5-8).